# Белка и Стрелка
Белка и Стрелка са кучета, изпратени в космоса на борда на съветския космически кораб „Спутник-5“, прототип на кораба „Восток“. Белка и Стрелка, прекарват там два дни – 19 и 20 август 1960 г.
Целта на експеримента по изпращането на животни в космоса е да се провери ефективността на системата на животоосигуряване в космоса и изследване влиянието на космическото лъчение върху живите организми. Кучетата Белка и Стрелка са първите живи същества, които благополучно се връщат на Земята след орбитален полет (преди това на 28 май 1959 г. кратковременен суборбитален космически полет извършват шимпанзетата Ейбъл и Бейкър).
След няколко месеца Стрелка ражда 6 здрави кученца. Едното от тях е взето лично от Никита Хрушчов и е изпратено като подарък на Каролин – дъщерята на американския президент Джон Кенеди. В днешно време препарираните животни са изложени в московския Мемориален музей на космонавтиката.